# Paul Barthel (Politiker)
Paul Barthel (* 1871; † unbekannt) war ein deutscher Politiker (USPD). 
Barthel war Schriftleiter und Redakteur der Dresdner Volkszeitung. Er rückte nach dem Weggang von Gustav Wilhelm Göldner nach Hannover am 3. Februar 1920 in die Sächsische Volkskammer nach und war von 1920 bis 1922 Mitglied des Sächsischen Landtags. 1923 betätigte er sich als Leiter der Pressestelle der staatlichen Elektrizitätswerke in Dresden. Zeitweise war er auch Stadtrat. Zeitweilig ansässig war er auch in Lunzenau.

## Schriften (Auswahl)
- Handbuch der deutschen Gewerkschaftskongresse. Kaden & Comp., Dresden 1916.
- Das sozialdemokratische Mitteldeutschland. In: Volkszeitung. Tageszeitung für die werktätige Bevölkerung des ganzen badischen Unterlandes vom 31. Januar 1922, S. 1.
- Die Landesstromversorgung im Freistaat Sachsen. Dresden 1923.